# Campionato europeo maschile under 20 di pallavolo 2004
Il campionato europeo juniores di pallavolo maschile 2004 si è svolto dal 4 al 12 settembre 2004 a Zagabria, in Croazia. Al torneo hanno partecipato 12 squadre nazionali europee e la vittoria finale è andata per la quarta volta alla Russia.

## Qualificazioni
Hanno partecipato al campionato europeo juniores la nazionale del paese ospitante, le prime tre squadre classificate al campionato europeo juniores 2002 e otto squadre provenienti dai gironi di qualificazioni.

## Regolamento
Le dodici sono state divise in due gironi: al termine della prima fase, le prime due classificate di ogni girone hanno acceduto alle semifinali per il primo posto, mentre la terza e la quarta classificata di ogni girone hanno acceduto alle semifinali per il quinto posto.

## Gironi
| Girone A                                                          | Girone B                                         |
| ----------------------------------------------------------------- | ------------------------------------------------ |
| Croazia Italia Paesi Bassi Rep. Ceca Serbia e Montenegro Ungheria | Bulgaria Francia Germania Lettonia Russia Spagna |

## Fase finale

### Finali 1º e 3º posto
|  | Semifinali          | Semifinali          | Semifinali |        |             | Finale 1º/2º posto  | Finale 1º/2º posto  | Finale 1º/2º posto |  |
|  |                     |                     |            |        |             |                     |                     |                    |  |
|  | Paesi Bassi         | Paesi Bassi         | 3          |        |             |                     |                     |                    |  |
|  | Paesi Bassi         | Paesi Bassi         | 3          |        |             |                     |                     |                    |  |
|  | Germania            | Germania            | 0          |        |             |                     |                     |                    |  |
|  | Germania            | Germania            | 0          |        | Paesi Bassi | Paesi Bassi         | 1                   |                    |  |
|  |                     |                     |            |        | Paesi Bassi | Paesi Bassi         | 1                   |                    |  |
|  |                     |                     | Russia     | Russia | 3           |                     |                     |                    |  |
|  | Serbia e Montenegro | Serbia e Montenegro | Russia     | Russia | 3           | 2                   |                     |                    |  |
|  | Serbia e Montenegro | Serbia e Montenegro |            |        |             | 2                   |                     |                    |  |
|  | Russia              | Russia              | 3          |        |             | Finale 3º/4º posto  | Finale 3º/4º posto  | Finale 3º/4º posto |  |
|  | Russia              | Russia              | 3          |        |             |                     |                     |                    |  |
|  |                     |                     |            |        |             |                     |                     |                    |  |
|  |                     |                     |            |        |             | Germania            | Germania            | 3                  |  |
|  |                     |                     |            |        |             | Germania            | Germania            | 3                  |  |
|  |                     |                     |            |        |             | Serbia e Montenegro | Serbia e Montenegro | 1                  |  |

### Finali 5º e 7º posto
|  | Semifinali | Semifinali | Semifinali |           |         | Finale 5º/6º posto | Finale 5º/6º posto | Finale 5º/6º posto |  |
|  |            |            |            |           |         |                    |                    |                    |  |
|  | Italia     | Italia     | 1          |           |         |                    |                    |                    |  |
|  | Italia     | Italia     | 1          |           |         |                    |                    |                    |  |
|  | Francia    | Francia    | 3          |           |         |                    |                    |                    |  |
|  | Francia    | Francia    | 3          |           | Francia | Francia            | 1                  |                    |  |
|  |            |            |            |           | Francia | Francia            | 1                  |                    |  |
|  |            |            | Rep. Ceca  | Rep. Ceca | 3       |                    |                    |                    |  |
|  | Rep. Ceca  | Rep. Ceca  | Rep. Ceca  | Rep. Ceca | 3       | 3                  |                    |                    |  |
|  | Rep. Ceca  | Rep. Ceca  |            |           |         | 3                  |                    |                    |  |
|  | Bulgaria   | Bulgaria   | 0          |           |         | Finale 7º/8º posto | Finale 7º/8º posto | Finale 7º/8º posto |  |
|  | Bulgaria   | Bulgaria   | 0          |           |         |                    |                    |                    |  |
|  |            |            |            |           |         |                    |                    |                    |  |
|  |            |            |            |           |         | Italia             | Italia             | 1                  |  |
|  |            |            |            |           |         | Italia             | Italia             | 1                  |  |
|  |            |            |            |           |         | Bulgaria           | Bulgaria           | 3                  |  |

## Classifica finale
| Classifica | Squadre             | Qualificazione                   |
| ---------- | ------------------- | -------------------------------- |
|            | Russia              | Campionato europeo juniores 2006 |
|            | Paesi Bassi         | Campionato europeo juniores 2006 |
|            | Germania            | Campionato europeo juniores 2006 |
| 4          | Serbia e Montenegro |                                  |
| 5          | Rep. Ceca           |                                  |
| 6          | Francia             |                                  |
| 7          | Bulgaria            |                                  |
| 8          | Italia              |                                  |
| 9          | Lettonia            |                                  |
| 10         | Ungheria            |                                  |
| 11         | Spagna              |                                  |
| 12         | Croazia             |                                  |